# Rusutsu
Rusutsu (留寿都村 Rusutsu-mura?) är en landskommun (by) i Abuta distrikt i Shiribeshi subprefektur på ön Hokkaido i Japan.

## Sport
Här avgjordes världsmästerskapen i skidorientering 2009.

### Fotnoter
1. 1 2  ”北海道の市区町村 Kommuner i Hokkaido prefektur” (på japanska). Masahiro Higashide. https://uub.jp/cty/hokkaido.html. Läst 19 augusti 2023.
2. ↑  ”Ny chans till skidguld”. Sundsvalls tidning. 4 mars 2009. Arkiverad från originalet den 21 februari 2014. https://web.archive.org/web/20140221163615/http://st.nu/sport/1.668200-ny-chans-till-skidguld?m=print. Läst 3 februari 2014.